# Tómas Lemarquis
Tómas Lemarquis (sinh ngày 3 tháng 8 năm 1977) là một diễn viên người Pháp gốc Iceland.

## Tiểu sử
Lemarquis sinh ra ở Reykjavík, là con trai của một người mẹ Iceland và cha người Pháp. Cha anh là Gérard Lemarquis, một giáo viên. Đặc điểm cơ thể khác biệt nhất của anh ấy – không có hoàn toàn bất kỳ loại tóc nào – là kết quả của chứng rụng tóc toàn bộ, khiến anh hoàn toàn không có lông ở tuổi 13. Anh lớn lên giữa Iceland và Pháp, theo học sân khấu tại Cours Florent ở Paris và là bạn học của nữ diễn viên Audrey Tautou. Anh cũng theo học Trường Mỹ thuật Reykjavík ở Iceland.

## Sự nghiệp
Lemarquis được biết đến nhiều nhất với vai diễn trong bộ phim Iceland Nói Albínói (2003). Anh cũng đã xuất hiện trong các phim điện ảnh lớn như Chuyến tàu băng giá, X-Men: Cuộc chiến chống Apocalypse và Tội phạm nhân bản 2049.

## Đời tư
Lemarquis định cư tại Paris. Anh thông thạo tiếng Đan Mạch, tiếng Anh, tiếng Pháp và tiếng Iceland.